# Alqueria de Julià
L'alqueria de Julià, també anomenada Horta de Julià, se situava a l'horta de València camí cap a Mislata, trobant-se en l'actualitat inserida en la retícula urbana de la ciutat de València (País Valencià) entre l'actual avinguda del Cid i en vell llit del riu Túria, el conjunt té façana als carrers de la Democràcia i de Velázquez i al passeig de la Petxina. Es tracta d'un conjunt agropecuari del segle xvii edificat en estils manierista i barroc.

## Descripció

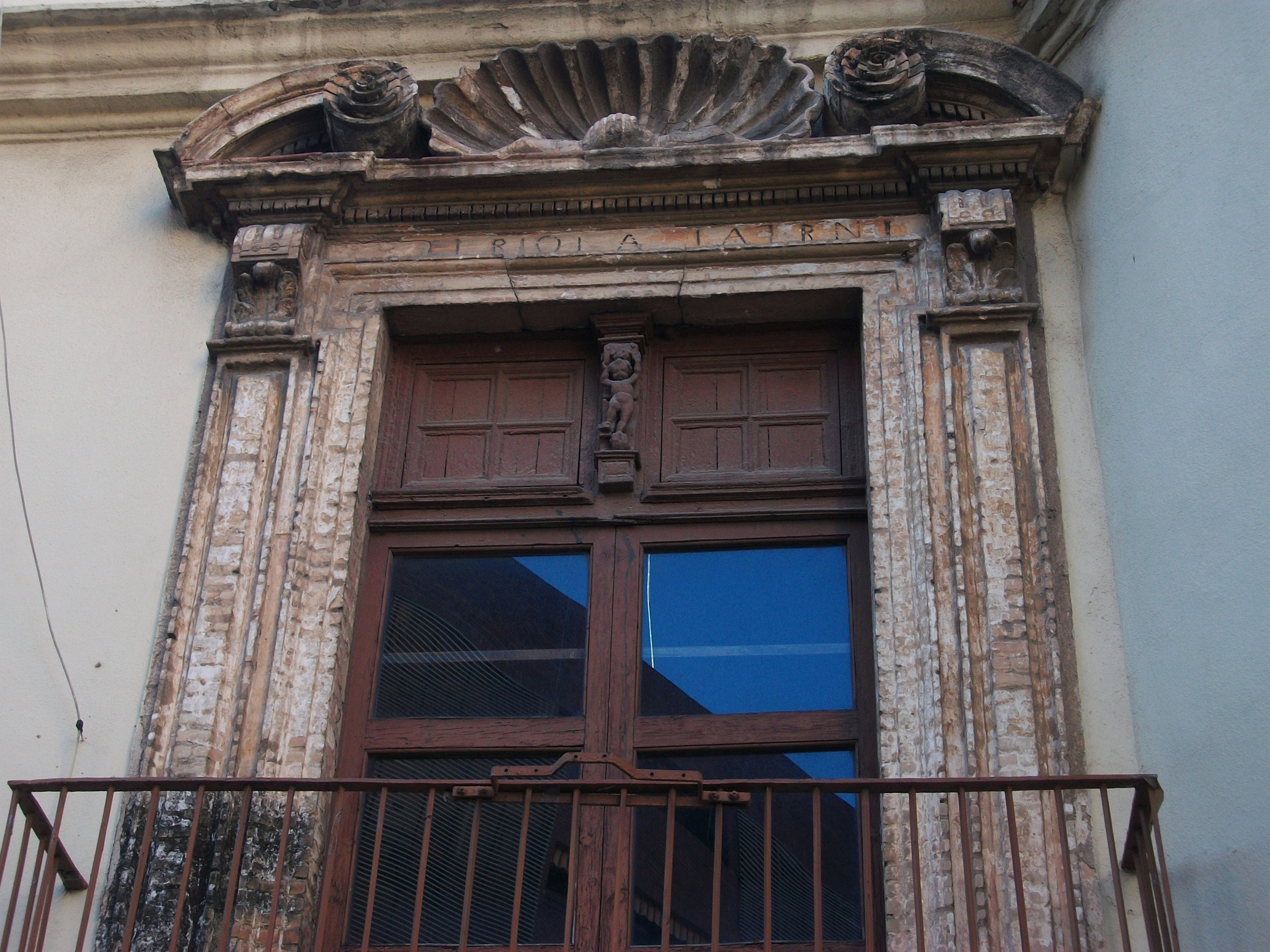
Detall del balcó

El conjunt constava d'un edifici i un jardí immediat a l'habitatge. El jardí tenia un laberint i una glorieta al voltant de la qual es disposaven tanques quadrangulars. Després del jardí hi havia una terrassa, a continuació un hort amb un camí central vorejat d'emparrats i a la zona més allunyada de l'habitatge una pineda, resta de la gran pineda Moyà de Campanar.
En l'actualitat només es conserva l'alqueria, havent-se perdut l'hort i el jardí. L'edifici, es pot considerar com un dels escassos exemplars conservats d'alqueria valenciana del segle xvii. Consta de planta baixa i primer pis i coincidint amb l'eix de la porta principal una torre de dues altures. La porta principal té una senzilla embocadura de pedra i sobre ella està l'únic balcó de l'exterior, ja que la resta de les obertures són finestres. Al balcó l'obertura
 es desenvolupa a manera de portada amb pilastres estriades en els costats, sobre les quals se situen mènsules que sustenten un entaulament, en la part superior se situa en frontó partit que alberga una venera. A la façana que dona al jardí s'obre una portada columnes jòniques sobre les quals se situa un entaulament molt ressaltat, amb un frontó corb a la part superior. L'edifici està rematat amb piràmides i boles.
A l'interior es disposa un vestíbul amb arc rebaixat en el centre. Les habitacions de planta baixa estan cobertes amb bigues de fusta. En aquesta planta es desenvolupa un sòcol de rajoles de finals del segle xvii, en l'entrada es representa, també en taulelleria, un Ecce Homo segons la iconografia tradicional. Les diferents dependències de la planta superior conserven les decoracions dels sostres a base de motllures geomètriques i petxines en les cantonades. Cal destacar una de les estades coberta amb un esgrafiat amb motius vegetals i fantàstics, sent un dels pocs exemples que es conserven en interiors d'habitatges, bona mostra del floriment d'aquesta tècnica en la València de finals del segle xvii.